# Пітербарг Володимир Ілліч
Володимир Ілліч Пітербарг (рос. Владимир Ильич Питербарг, 1 серпня 1945, Біловодськ) — радянський та російський математик, фахівець з теорії ймовірностей та випадкових процесів. Доктор математичних наук (1984), професор (1990).

## Біографія
Володимир Пітербарг закінчив механіко-математичний факультет по кафедрі теорії ймовірностей МГУ в 1968 році й аспірантуру кафедри в 1970 році; учень Ю. К. Беляєва.
1972 року захистив кандидатську, а 1984 — докторську дисертацію («Асимптотичні методи в теорії гауссівських випадкових процесів і полів»); в 1990 році отримав звання професора.
Головний науковий співробітник і завідувач Лабораторією теорії ймовірностей (1997), член Адміністративної Ради факультету. Член Вченої Ради Інституту проблем безпеки атомної енергетики РАН. Провідний науковий співробітник Інституту системних досліджень РАН. Член редколегії журналу «Фундаментальна та прикладна математика» (1995).

## Наукова діяльність
Область наукових інтересів В. І. Пітербарга — теорія ймовірностей, теорія випадкових полів, асимптотичні методи в теорії гауссівських випадкових процесів, математична статистика, рангові методи в непараметричній статистиці, статистика екстремумів випадкових процесів, теорія надійності, безпеки, математична економіка.
Пітербаргом створена теорія асимптотичних методів дослідження гауссівских випадкових процесів і полів, він є визнаним світовим лідером у цій галузі.
Володимир Ілліч є автором 2 монографій, навчального посібника «Теорія гауссівських випадкових процесів», 115 наукових робіт.
Підготував 13 кандидатів наук, під його керівництвом написано ще 2 кандидатські дисертації (2004), а співробітник Лабораторії В. Р. Фаталов представив докторську.

## Публікації

### Статті
- 2013 Exact Tail Asymptotics of Supremum of γ-reflected Processes with Fractional Brownian Motion as Input Enkelejd Hashorva, Lanpeng Ji, Piterbarg Vladimir I. в журналі Stochastic Processes and their Applications, видавництво Elsevier BV (Netherlands)
- 2013 Про форму траєкторій гауссівських процесів, що мають масивні високі викиди Кремена Є. В., Пітербарг В. І., Юрг Хюслер в журналі Теорія ймовірностей і її застосування
- 2013 Про екстремальних значеннях гауссівського хаосу Коршунов Д. А., Пітербарг В. І., Хашорва Енкелейд в журналі Доповіді Російської Академії наук
- 2012 Extremes for processes in random environments Piterbarg V. в збірнику Encyclopedia of Environmetrics Second Edition, місце видання John Wiley & Sons Ltd Chichester, UK, с. 976–978 DOI
- 2012 On the 100th anniversary of Boris Vladimirovich Gnedenko (01.01.1912-27.12.1995) Gnedenko Dmitry B., Piterbarg Vladimir I. в журналі Extremes, видавництво Kluwer Academic Publishers (Netherlands), том 15, № 4, с. 531–537 DOI
- 2011 Extremes of Gaussian processes with a smooth random variance Hüsler Jürg, Piterbarg Vladimir, Rumyantseva Ekaterina в журналі Stochastic Processes and their Applications, видавництво Elsevier BV (Netherlands), тому 121, № 11, с. 2592–2605 DOI
- 2011 Extremes of Gaussian processes with random variance Hüsler Jürg, Piterbarg Vladimir, Zhang Yueming в журналі Electronic Journal of Probability, видавництво Institute of Mathematical Statistics (United States), том 16, с. 1254–1280 DOI
- 2011 Log-likelihood ratio test for detecting transient change Jarušková Daniela, Piterbarg Vladimir I. в журналі Statistics and Probability Letters, видавництво Elsevier BV (Netherlands), тому 81, № 5, с. 552–559 DOI
- 2010 On clusters of high extremes of gaussian stationary processes with ε-separation Hüsler Jürg, Ladneva Anna, Piterbarg Vladimir в журналі Electronic Journal of Probability, видавництво Institute of Mathematical Statistics (United States), том 15, № 59, с. 1825–1862 DOI
- 2010 Spatial Correlation-Coefficient across a Receiving Sensor-Array — Accounting for Propagation Loss Piterbarg V.I., Wong K.T., Wu Y.I. в журналі Electronics Letters, видавництво Institute of Electrical Engineers (United Kingdom), тому 46, № 19, с. 1351–1353 DOI
- 2009 Asymptotic behavior of the sample mean of a function of the Wiener process and the Macdonald function Albeverio Sergio, Fatalov Vadim, Piterbarg Vladimir I. в журналі Journal of Mathematical Sciences, The University of Tokyo, том 16, с. 55-93
- 2009 Nikolai Nikolaevich Nekhoroshev (obituary), Abramov AM, Arnol'd VI, Bolsinov AV, Varchenko AN, Galgani L., Zhilinskii BI, Il'yashenko Yu S., Kozlov VV, Neishtadt AI, Piterbarg VI, Khovanskii AG, Yashchenko VV в журналі Uspekhi Mat. Nauk, тому 64, № 3, с. 174–178 DOI
- 2009 On average losses in the ruin problem with fractional Brownian motion as input Patrick Boulongne, Daniel Pierre-Loti-Viaud, Vladimir Piterbarg в журналі Extremes, видавництво Kluwer Academic Publishers (Netherlands), том 12, № 1, с. 71-91 DOI
- 2009 Граничні теореми в моделях розорення з гауссівськими збитками Пітербарг В. І., Булонь П., Кобельков С. Г. в збірнику Сучасні проблеми математики і механіки, серія Теорія ймовірностей і математична статистика, місце видання Изд-во Моск. ун-ту M МДУ, том 4, с. 138–158
- 2008 A limit theorem for the time of ruin in a Gaussian ruin problem Huesler J., Piterbarg V. в журналі Stochastic Processes and their Applications, видавництво Elsevier BV (Netherlands), тому 118, с. 2014–2022 DOI
- 2008 On estimation of the exponent of regular variation using a sample with missing observations Mladenović Pavle, Piterbarg Vladimir в журналі Statistics and Probability Letters, видавництво Elsevier BV (Netherlands), тому 78, № 4, с. 327–335 DOI
- 2007 On maxima of partial saples in Gaussian sequences with pseudo-stationary trendsKudrov A.V., Piterbarg V.I. в журналі Lithuanian Mathematical Journal, видавництво Kluwer Academic / Plenum Publishers (United States), том 47, № 1, с. 48-56 DOI
- 2006 Mathematical methods in concepts for the analysis of extreme events Albeverio S., Piterbarg V. в збірнику In «Extreme events in nature and society», місце видання Springer, с.47-69
- 2006 On asymptotic distribution of maxima of complete and incomplete samples from stationary sequences Mladenovic P., Piterbarg V. в журналі Stochastic Processes and their Applications, видавництво Elsevier BV (Netherlands), тому 116, с. 1977–1991 DOI
- 2006 On the Limit Distribution of Multiscale Test Statistics for Nonparametric Curve Estimation Piterbarg V.I., Dümbgen L., Zolud D. в журналі Mathematical Methods of Statistics, том 15, № 1, с. 20-25
- 2005 Crude asymptotics of the probability of simultaneous high extrema of two Gaussian processes: the dual action functional Piterbarg V.I., Stamatovic B. в журналі Russian Mathematical Surveys, видавництво Turpion — Moscow Ltd. (United Kingdom), тому 60, с. 167–168 DOI
- 2005 Spatial-Correlation-Coefficient at the Basestation, in Closed-Form Explicit Analytic Expression, Due to Heterogeneously Poisson Distributed Scatterers Piterbarg V.I., Wong K.T. в журналі IEEE Antennas and Wireless Propagation Letters, видавництво Institute of Electrical and Electronics Engineers (United States), том 4, с. 385–388 DOI
- 2005 Груба асимптотика ймовірності одночасних високих екстремумів двох гауссівських процесів: функціонал подвійної дії Пітербарг В. І., Стаматовіч Б. в журналі Успіхи математичних наук, тому 60, № 1, с. 171–172
- 2004 Analytically-derived explicit closed-form spatial-correlation function for the landmobile uplink with scatterers located stochastically as non-homogeneous Poisson Piterbarg V.I., Wong T. в збірнику Proceedings IEEE International Conference on Communications, місце видання Paris, FRANCE
- 2004 Discrete and continuous time extremes of Gaussian processes Piterbarg V. в журналі Extremes, видавництво Kluwer Academic Publishers (Netherlands), том 7, № 22, с. 161–177 DOI
- 2004 GnedenkoType Limit Theorems for Cyclo-stationary Processes Konstantinides DG, Piterbarg V., Stamatovic S. в журналі Liet. Matem.Rinkinys, тому 44, с. 196–208 DOI
- 2004 Limit Theorem for High Level a-Upcrossings by $ \ chi $-Process Piterbarg V., Stamatovic S. в журналі Theory of Probability and its Applications, видавництво Society for Industrial and Applied Mathematics (United States), тому 48, № 4, с. 734–741 DOI
- 2004 Limit theorem for maximum of the storage process with fractional Brownian motion as input Huesler J., Piterbarg V. в журналі Stochastic Processes and their Applications, видавництво Elsevier BV (Netherlands), тому 114, с. 231–250 DOI
- 2004 On the ruin probability for physical fractional Brownian motion Huesler J., Piterbarg V. в журналі Stochastic Processes and their Applications, видавництво Elsevier BV (Netherlands), тому 113, с. 315–332 DOI
- 2003 On convergence of the uniform norms for Gaussian processes and linear approximation problems Huesler J., Piterbarg V., Seleznjev O. в журналі Annals of Applied Probability, видавництво Institute of Mathematical Statistics (United States), том 13, с.1615-1653 DOI
- 2003 On large jumps of a cramer random walk Piterbarg V.I., Kozlov A.M. в журналі Theory of Probability and its Applications, видавництво Society for Industrial and Applied Mathematics (United States), том 47, № 4, с. 719–731 DOI
- 2003 Генерація випадкових полів тріщинуватості із заданою кореляційною функцією і заданим середнім Пітербарг В. І., Головізнін В. М., Кисельов В. П. в збірнику Препринт 2003, місце видання ІБРАЕ РАН Москва, том 17, с. 1-23
- 2002 Limit theorems for high level a-upcrossings by chi-process Piterbarg V., Stamatovich S. в збірнику Mathematical preprints website, місце видання http://www.mathpreprints.com/math/Preprint/Piterbarg/20021110/1/apoint2.pdf, с. 1-10
- 2002 Numerical estimation of the Pickand's constant Piterbarg V., Romanova T. в збірнику Institute of Mathematical statistics and Applications Reports, місце видання University Bern Bern, тому 45, с. 1-12
- 2002 Про великих перегонах випадкового блукання з умовою Крамера Пітербарг В. І., Козлов А. М. в журналі Теорія ймовірностей і її застосування, том 47, № 4, с. 803–814
- 2001 Large Deviations of a Storage Process with Fractional Brownian Motion as Input Piterbarg Vladimir I. в журналі Extremes, видавництво Kluwer Academic Publishers (Netherlands), том 4, № 2, с. 147–164 DOI
- 2001 Multivariate rank correlations: A gaussian field on a direct product of spheres Piterbarg V.I., Tyurin Yu N. в журналі Theory of Probability and its Applications, видавництво Society for Industrial and Applied Mathematics (United States), тому 45, № 2, с. 246–258 DOI
- 2001 Nonparametric estimation of the spectral measure of an extreme value distribution Einmahl John HJ, Piterbarg Vladimir I., de Haan Laurens в журналі Annals of Statistics, видавництво Institute of Mathematical Statistics (United States), тому 29, № 5, с. 1401–1423 DOI
- 2001 On Maximum of Gaussian Non-Centered Fields Indexed on Smooth Manifolds Piterbarg V.I., Stamatovich Sinisha в збірнику in: Asymptotic Methods in Probability and Statistics with Applications, N. Balakrishnan, I. A. Ibragimov, V.B. Nevzorov, Eds, місце видання Birkhäuser Boston Basel Berlin, с. 189–204
- 2000 Large Deviations of a Storage Process with Fractional Brownian Motion as Input Piterbarg V. в збірнику Technical reports of Department of Mathematical Statistics, місце видання Chalmers Goeteborg University Goeteborg, том 12, с. 1-18
- 2000 On Large Jumps of Cramer Random Walk Kozlov A.M., Piterbarg V.I. в збірнику Department of Mathematical Statistics. Technical reports, місце видання Chalmers Goeteborg University, тому 43, с. 1-17
- 2000 Багатовимірні рангові кореляції: гауссівське поле на прямому творі сфер Пітербарг В. І., Тюрін Ю. М. в журналі Теорія ймовірностей і її застосування, тому 45, № 2, с. 236–250 DOI
- 1999 Central limit theorem for wave-functionals of Gaussian processes Piterbarg V., Rychlik I. в журналі Advances in Applied Probability, видавництво Applied Probability Trust (United Kingdom), тому 31, № 1, с. 158–177 DOI
- 1999 Extremes of a certain class of Gaussian processes Piterbarg V., Huesler J. в журналі Stochastic Processes and their Applications, видавництво Elsevier BV (Netherlands), тому 83, с. 257–271 DOI
- 1999 On Large Deviation of Storage Process Piterbarg V.I. в збірнику Universitat Bern, Technisher Bericht, місце видання Universitat Bern Bern, тому 29, с. 1-14
- 1999 On supremum of one-point conditioned fractional Brownian motion Piterbarg V.I., Stamatovič Siniša в журналі Matematica Montisnigri, том 10, с. 59-72
- 1999 Нестаціонарний часовий ряд при близькій альтернативі: локально асимптотическое розподілення відношення правдоподібності Булонь П., Ольшанський К. А., Пітербарг В. І. в журналі Проблеми передачі інформації, тому 35, № 2, с. 75-82
- 1999 Екстремуми гауссівських процесів та ймовірності ризику при моделюванні екстремальних подій Пітербарг В. І. в збірнику Проблеми Кібернетики (алгебра, ймовірність, моделювання) (під ред. В. Б. Бетеліна), місце видання Фізико-математична література, с. 31-58
- 1998 On maximum of Gaussian non-centered fields indexed on smooth manifolds Пітербарг В., Стаматовіч С. в збірнику Праці міжнародної конференції, присвяченої 50-річчю кафедри теорії ймовірностей і математичної статистики Санкт-Петербурзького університету, місце видання Санкт-Петербурзький університет Санкт-Петербург
- 1997 Extremes of a certain class of Gaussian processes Hüsler J., Piterbarg V. в збірнику Institute of mathematical statistics, Bern University. Techn. Rep, місце видання Bern University Bern, том 39, с. 1-16
- 1997 High level excursions of Gaussian fields and the weakly optimal choice of the smoothing parameter II Piterbarg V., Konakov V. в журналі Mathematical Methods of Statistics, том 4, с. 112–124
- 1997 On the transformation of colored random noise by the Kronig-Kramers integral transforms Ross Macdonald J., Piterbarg Vladimir I. в журналі Journal of Electroanalytical Chemistry, видавництво Elsevier Sequoia (Switzerland), тому 428, № 1, с. 1-9 DOI
- 1996 A Multidimensional Rank Correlation: A Caussian Field on a Torus Piterbarg V.I., Tyurin Yu N. в збірнику University of North Carolina at Chapel Hill, Center for Stochastic Processes, Techn. Report, серія July, 1996, місце видання University of North Carolina at Chapel Hill, Center for Stochastic Processes North Carolina, USA, тому 482, с. 1-18
- 1996 Rice's Method for Large Excursions of Gaussian Random Fields Piterbarg V.I. в збірнику University of North Carolina at Chapel Hill, Center for Stochastic Processes Techn. Reports, серія June, 1996, місце видання University of North Carolina at Chapel Hill North Carolina USA, тому 478, с. 1-16
- 1996 Rice's method for Gaussian random fields Piterbarg V.I. в журналі Fundamental and Applied Mathematics, том 2, № 1, с. 187–204
- 1996 Про розподіл максимуму гауссівського поля з постійною дисперсією на гладкому різноманітті Михальова Т. Л., Пітербарг В. І. в журналі Теорія ймовірностей і її застосування, тому 41, № 2, с. 438–451 DOI
- 1995 High level excursions of Gaussian fields and the weakly optimal choice of the smoothing parameter I Piterbarg V., Konakov V. в журналі Mathematical Methods of Statistics, том 4
- 1995 The Laplace method for probability measures in Banach spaces Piterbarg V.I., Fatalov V.R. в журналі Russian Mathematical Surveys, видавництво Turpion — Moscow Ltd. (United Kingdom), том 50, № 6, с. 1151–1239 DOI
- 1995 Метод Лапласа для імовірнісних заходів у банахових просторах Пітербарг В. І., Фаталь В. Р. в журналі Успіхи математичних наук, том 50, № 6, с. 57-150
- 1994 Central limit theorem for wave-functionals of Gaussian process Piterbarg V., Rychlik I. в збірнику Univ. of Lund and Lund Inst. of Technology, Dept. of Math. Statistics. Reports, серія 1994, місце видання Univ. of Lund and Lund Inst. of Technology, Lund, том 4, с. 1-26
- 1994 High deviations for multidimensional stationary Gaussian process with independent components Piterbarg V.I. в збірнику Problems of Stability of Stochastic Models. V. M. Zolotarev, місце видання TVP-VSP Moscow-Utrehrt, с. 197–230
- 1994 High excursion for non-stationary generalized Chi-square processes Piterbarg V.I. в журналі Stochastic Processes and their Applications, видавництво Elsevier BV (Netherlands), тому 53, № 2, с. 307–337 DOI
- 1994 High level excursions of Gaussian fields and the optimal choice of the smoothing parameter Konakov V., Piterbarg V. в збірнику University of Lund and Lund Institute of technology. Reports, серія 1994:3, місце видання University of Lund and Lund Institute of Technology Lund, том 3, с. 1-35
- 1994 Linear interpolation of random processes and extremes of a sequence of Gaussian nonstationary processes Piterbarg Vladimir, Seleznjev Oleg в збірнику Technical Reports of Center for Stochastic Processes, місце видання University North Carolina at Chapel Hill Chapel Hill, NC, USA, тому 446, с. 1-26 DOI
- 1993 Central limit theorem for wave functionals of Gaussian processes Piterbarg V., Rychlik I. в збірнику Sixth international Vilnius conference on probability theory and mathematical statistics. Abstract of Communications, видавництво Vilnius University (Lithuania), том 2, с. 88-89
- 1993 Extreme values of the cyclostationary Gaussian random process Piterbarg V.I., Konstant D.G. в журналі Journal of Applied Probability, видавництво Applied Probability Trust (United Kingdom), тому 30, с. 82-97 DOI
- 1993 High deviations for multidimensional stationary Gaussian processes with independent components Piterbarg V. в збірнику Sixth international Vilnius conference on probability theory and mathematical statistics. Abstract of Communications, видавництво Vilnius University (Lithuania), том 2, с. 86-87
- 1993 Homogeneity testing of two samples: Gaussian field on a sphere Piterbarg V.I., Tyurin Yu N. в журналі Mathematical Methods of Statistics, том 2, с. 147–164
- 1993 On limit distribution of the quadratic deviation of a kernel estimator of density function in the deconvolution problem Piterbarg V.I., Penskaya M.Ya в журналі Mathematical Methods of Statistics, том 1, с. 147–164
- 1992 On the distribution of the maximum similarity score for fragments of two random sequences. Mathematical methods of analysis of biopolymer sequences Piterbarg V.I. в збірнику Gindikin, Simon (ed.), Mathematical methods of analysis of biopolymer sequences, серія DIMACS, Ser. Discrete Math. Theor. Comput. Sci, місце видання American Mathematical Society Providence, RI, USA, том 8, с. 11-18
- 1991 An estimate of the rate of convergence in the Poisson approximation theorem for large excursions of a Gaussian stationary process Pikersgil 'E.A., Piterbarg V.I. в журналі Journal of Soviet Math, тому 53, № 4, с. 419–424 DOI
- 1991 Double Sum Method for investigation of high excursions probabilities for Gaussian random processes and fields Piterbarg V. в збірнику Contributions of Mathematical Seminar, місце видання Patra University Patra, том 16, с. 113–126
- 1991 Exact asymptotics for large deviation probabilities of normalized Brownian bridge with application to empirical processes Piterbarg V., Taran V. в журналі Computers and Mathematics with Applications, видавництво Pergamon Press Ltd. (United Kingdom), тому 22, с. 85-91 DOI
- 1991 High deviations for multidimensional stationary Gaussian process with independent coordinates Piterbarg V. в збірнику Univ. of Lund and Lund Inst. of Technology, Dept. of Math. Statistics. Reports, місце видання Lund, том 6, с. 1-34
- 1991 High excursion for nonstationary generalized Chi-square processes Piterbarg V. в збірнику Univ. of Lund and Lund Inst. of Technology, Dept. of Math. Statistics. Reports, місце видання Univ. of Lund and Lund Inst. of Technology Lund, том 7, с. 1-33
- 1991 Large deviation of a normalized Brownian bridge and a generalized Kolmogorov statistics Piterbarg V., Taran V. в збірнику Univ. of Lund and Lund Inst. of Technology, Dept.of Math. Statistics. Reports, місце видання Univ. of Lund and Lund Inst. of Technology Lund, том 9, с. 1-22
- 1991 Nonstationarity Criterion for a Gaussian Time-Series Autoregressive Model with a Close Alternative Kormosh Ya, Piterbarg V.I. в журналі Problems of Information Transmission, видавництво Maik Nauka / Interperiodica Publishing (Russian Federation), том 27, № 4, с. 70-75
- 1991 On large jumps of a random walk Piterbarg V.I. в журналі Theory of Probability and its Applications, видавництво Society for Industrial and Applied Mathematics (United States), том 36, № 1, с. 50-63 DOI
- 1991 Зауваження про принцип сильної інваріантності для процесу дробового ефекту Пітербарг В. І. в журналі Теорія ймовірностей і математична статистика, тому 43, с. 139–141
- 1991 Критерій нестаціонарності гауссівського часового ряду авторегресії при близькій альтернативі Кормош Я., Пітербарг В. І. в журналі Проблеми передачі інформації, тому 27, с. 4-70
- 1991 Про великих перегонах випадкового блукання Пітербарг В. І. в журналі Теорія ймовірностей і її застосування, тому 36, № 1, с. 54-64
- 1989 Asymptotic inference for nearly nonstationary Gaussian processes: phase transition Kormos Ja, Noak B., Piterbarg V. в збірнику 5-th Vilnius Conference on Probability Theory and Mathematical Statistics. Abstr. of Comm, місце видання Vilnius, том 7, с. 51-52
- 1989 Large deviations of trajectories in the central limit theorem for random processes: some new results Piterbarg V. в збірнику Probability theory and mathematical statistics Proc. 5th Vilnius Conf., Vilnius / Lithuania, видавництво Mokslas (Vilnius, Lithuania), том 2, с. 325–329
- 1989 Про ймовірностях великих ухилень випадкових блукань Довгалюк В. В., Пітербарг В. І. в збірнику Імовірнісні процеси та їх застосування, місце видання МІЕМ Москва, МІЕМ, с. 112–117
- 1988 Побудова довірчих смуг при непараметричному оцінюванні щільності розподілу і регресії Пітербарг В. І. в збірнику Практикум з теорії ймовірностей і математичній статистиці, місце видання изд-во МГУ Москва, с. 31-35
- 1988 Перевірка згоди розподілів за допомогою статистик типу Колмогорова-Смирнова Пітербарг В. І., Фаталь В. Р. в збірнику Практикум з теорії ймовірностей і математичній статистиці, місце видання изд-во МГУ Москва, с. 23-31
- 1987 Оцінка швидкості збіжності в пуассонівській граничній теоремі для великих викидів гауссівського стаціонарного процесу I Пікерсгіль Е. А., Пітербарг В. І. в журналі Теорія випадкових процесів, том 15, с. 74-79
- 1987 Оцінка швидкості збіжності в пуассонівській граничній теоремі для великих викидів гауссівського стаціонарного процесу II Пітербарг В. І. в журналі Теорія випадкових процесів, № 16, с. 81-82
- 1986 Випадкові процеси Пітербарг В. І., Бєляєв Ю. К. в збірнику Енциклопедія «Надійність і ефективність у техніці», місце видання Машинобудування Москва, том 2, с. 86-102
- 1984 On the convergence rate of maximal deviation distribution for kernel regression estimates Piterbarg V., Konakov V. в журналі Journal of Multivariate Analysis, видавництво Academic Press (United States), том 15, № 3, с. 279–294 DOI
- 1984 Rate of convergence of distributions of maximal deviations of gaussian processes and empirical density functions II Konakov V.D., Piterbarg V.I. в журналі Theory of Probability and its Applications, видавництво Society for Industrial and Applied Mathematics (United States), том 28, № 1, с. 172–179 DOI
- 1984 Асимптотичні розкладання для ймовірностей великих викидів нестаціонарних гауссівських процесів Пітербарг В. І., Симонова І. Е. в журналі Математичні замітки, тому 35, № 6, с. 909–920 DOI
- 1984 Обчислення багатовимірних статистик Колмогорова-Смирнова і наближені формули для їх розподілу Баласанова Є. В., Пітербарг В. І., Черевичкина Н. І., Фаталь В. Р. в збірнику Застосування статистичних методів у виробництві та управлінні, місце видання ВСНТО Перм, с. 145–146
- 1983 Gaussian stochastic processes Piterbarg V.I. в журналі Journal of Soviet Mathematics, том 23, № 5, с. 2599–2626 DOI
- 1983 Large deviations of random processes close to Gaussian ones Piterbarg V.I. в журналі Theory of Probability and its Applications, видавництво Society for Industrial and Applied Mathematics (United States), том 27, № 3, с. 504–525 DOI
- 1983 Limit theorems for large excursions of Gaussian and near-Gaussian processes.3-th Vilnius Conference on Probability Theory and Mathematical Statistics Piterbarg V.I. в збірнику 3-th Vilnius Conference on Probability Theory and Mathematical Statistics. Abstr. of Comm, серія AZ, видавництво Mokslas (Vilnius, Lithuania), том 3, с. 261–262
- 1983 До питання про асимптотику ймовірності великого викиду для гауссівського нестаціонарного процесу Пітербарг В. І. в журналі Теорія ймовірностей і математична статистика, том 19, с. 32-34
- 1983 Оцінка швидкості збіжності в пуассонівської граничній теоремі для великих викидів гауссівського стаціонарного процесу Пітербарг В. І. в журналі Теорія ймовірностей і математична статистика, том 19, с. 35-45
- 1983 Швидкість збіжності розподілів максимальних ухилень гауссівських процесів і емпіричних густин II Пітербарг В. І., Конаков В. Д. в журналі Теорія ймовірностей і її застосування, том 28, № 1, с. 164–169
- 1983 Точні асимптотики для ймовірностей великих ухилень деяких використовуваних в статистиці гауссівських полів Пітербарг В. І., Фаталь В. Р. в збірнику Ймовірнісно-статистичні методи дослідження, місце видання Изд-во МГУ оскве, с. 124–143
- 1982 Comparison of distribution functions of maxima of gaussian processes Piterbarg V.I. в журналі Theory of Probability and its Applications, видавництво Society for Industrial and Applied Mathematics (United States), том 26, № 4, с. 687–706 DOI
- 1982 Convergence rate of maximum deviation distributions of gaussian processes and empirical densities I Konakov V.D., Piterbarg V.I. 1982 Великі ухилення випадкових процесів, близьких до гауссівських Пітербарг В. І. в журналі Теорія ймовірностей і її застосування, тому 27, № 3, с. 474–491
- 1982 Швидкість збіжності розподілів максимальних ухилень гауссівських процесів і емпіричних густин I Пітербарг В. І., Конаков В. Д. в журналі Теорія ймовірностей і її застосування, тому 27, № 4, с. 707–724
- 1981 Asymptotic expansions in the Poisson limit theorem for large excursions of stationary Gaussian sequences Piterbarg V.I. в журналі Mathematical notes of the Academy of Sciences of the USSR, тому 29, № 1, с. 71-78 DOI
- 1981 Асимптотичні розкладання в граничній теоремі Пуассона для числа великих викидів гауссівскої стаціонарної послідовності Пітербарг В. І. в журналі Математичні замітки, тому 29, № 1, с. 131–144
- 1981 Великі ухилення в центральній граничній теоремі для стаціонарних процесів Пітербарг В. І. в журналі Теорія ймовірностей і її застосування, том 26, № 3, с. 636–637
- 1981 Гауссівські випадкові процеси Пітербарг В. І. в збірнику Підсумки Науки і Техніки, серія Теорія ймовірностей, математична статистика, теоретична кібернетика, місце видання Видавництво ВІНІТІ Москва, том 19, с. 155–199
- 1981 Пуассонівська гранична теорема для гауссівськой послідовності Пітербарг В. І. в журналі Доповіді Академії наук СРСР, тому 257, № 1, с. 48-50
- 1981 Порівняння функцій розподілу максимумів гауссівських процесів Пітербарг В. І. в журналі Теорія ймовірностей і її застосування, том 26, № 4, с. 702–719
- 1981 Точна асимптотика ймовірності великого розмаху гауссівського стаціонарного процесу Пітербарг В. І., Присяжнюк В. П. в журналі Теорія ймовірностей і її застосування, том 26, № 3, с. 480–495
- 1979 Великі викиди гауссівських процесів і емпіричних густин Пітербарг В. І., Конаков В. Д. в журналі Теорія ймовірностей і її застосування, тому 24, № 3, с. 658–659
- 1979 Дослідження та оцінка похибки форми кілець кулькового підшипника в осьовій площині на приладі типу «Таліронд» Михайлова Н. В., Пітербарг В. І., Зубова Н. М., Степанов В. М. в журналі Праці ВНІПП, № 1, с. 1-17
- 1979 Уточнення граничної теореми для максимуму гауссівського стаціонарного процесу Пітербарг В. І. в збірнику Випадкові процеси та поля, місце видання изд-во МГУ Москва, с. 23-25
- 1978 Asymptotic expansions for the probabilities of large runs of Gaussian processes Piterbarg V.I. в журналі Doklady Akademii nauk SSSR, видавництво Akademiia Nauk Sssr (Russian Federation), тому 242, № 6, с. 1248–1251
- 1978 The central limit theorem for the number of level crossings of a stationary gaussian process Piterbarg V.I. в журналі Theory of Probability and its Applications, видавництво Society for Industrial and Applied Mathematics (United States), том 23, № 1, с. 178–183 DOI
- 1978 Асимптотика ймовірності великого викиду для гауссівського нестаціонарного процесу Пітербарг В. І., Присяжнюк В. П. в журналі Теорія ймовірностей і математична статистика, том 18, с. 121–133
- 1978 Асимптотичні розкладання ймовірностей великих викидів гауссівських процесів Пітербарг В. І. в журналі Доповіді Академії наук СРСР, тому 242, № 6, с. 1248–1251
- 1978 Деякі напрямки в дослідженні властивостей траєкторій гауссівських випадкових функцій Пітербарг В. І. в збірнику Випадкові процеси. Вибіркові функції і перетину, місце видання Світ Москва, с. 258–280
- 1978 Центральна гранична теорема для числа перетинів рівня гауссівським стаціонарним процесом Пітербарг В. І. в журналі Теорія ймовірностей і її застосування, том 23, № 1, с. 185–189
- 1977 On the regular increase of the variance of the number of random points in Euclidean space Piterbarg V.I. в збірнику Advances in Applied Probability, том 9, с. 167–168
- 1977 Математична модель реального профілю доріжок кочення кілець кулькових підшипників в осьовій площині Пітербарг В. І., Михайлова Н. В., Черевичкина Н. І., Степанов В. М. в журналі Праці ВНІПП, № 2, с. 96-110
- 1974 Аналіз розмірної ланцюга радіального шарикопідшипника Пітербарг В. І., Черневський Л. В., Фокін Д. В. в журналі Праці ВГІ, том 6, № 82, с. 18-22
- 1974 Перемішування квантованих випадкових процесів Пітербарг В. І. в збірнику Дослідження з випадковим полям, місце видання изд-во МГУ Москва, том 50, с. 59-78
- 1973 The strong mixing property of a quantized Gaussian process Piterbarg V.I. в журналі Soviet Math. Dokl, том 14, с. 48-50
- 1973 Властивість сильного перемішування для гауссівського квантованого процесу Пітербарг В. І. в журналі Доповіді Академії наук СРСР, тому 211, № 1, с. 48-50
- 1973 Властивість сильного перемішування квантованого випадкового процесу Пітербарг В. І. в журналі Теорія ймовірностей і її застосування, том 18, с. 437–438
- 1973 Центральна гранична теорема для числа τ-точок перетинань рівня гауссівським стаціонарним процесом Пітербарг В. І. в збірнику Міжнародна конференція з теорії ймовірностей і математичній статистиці, Вільнюс. Тезіси Доповідей, місце видання Вільнюс, с. 167–168
- 1972 Asymptotics of the average number of A-Points of overshoots of a Gaussian field beyond a high level Piterbarg V.I., Belyaev Yu K. в журналі Soviet Math. Dokl, том 13, с. 309–313
- 1972 Асимптотика середнього числа А-точок викидів гауссівського поля за високий рівень Пітербарг В. І., Бєляєв Ю. К. в збірнику «Викиди випадкових полів», місце видання изд-во МГУ Москва, тому 29, с. 29-62
- 1972 Асимптотика середнього числа А-точок викидів гауссівського поля за високий рівень Пітербарг В. І., Бєляєв Ю. К. в журналі Доповіді Академії наук СРСР, тому 203, № 1, с. 309–313
- 1972 Асимптотична джена пуассонівська числа високих викидів та розподілення максимуму Пітербарг В. І. в збірнику «Викиди випадкових полів», місце видання изд-во МГУ Москва, тому 29, с. 90-117
- 1972 Про роботу Пікандса «Ймовірності перетину для гауссівського стаціонарного процесу» Пітербарг В. І. в журналі Вісник Московського університету. Серія 1. Математика і механіка, том 5, с. 25-30
- 1970 Generalized flows with finite memory Belyaev Yu K., Piterbarg V.I. в журналі Theory of Probability and its Applications, видавництво Society for Industrial and Applied Mathematics (United States), том 15, № 2, с. 204–215 DOI
- 1970 Узагальнені потоки з обмеженим післядією, Пітербарг В. І., Бєляєв Ю. К. в журналі Теорія ймовірностей і її застосування, том 15, с. 217–227
- 1968 On existence of moments of number of level intersections by Gaussian stationary process Piterbarg V.I. в журналі Soviet Math. Dokl, том 9, с. 1109–1111
- 1968 Про існування моментів числа перетинів рівня гауссівським стаціонарним процесом Пітербарг В. І. в журналі Доповіді Академії наук СРСР, тому 182, с. 46-48

### Книги
- 2012 Asymptotic Methods in the Theory of Gaussian Processes and Fields Piterbarg Vladimir I. місце видання American Mathematical Society [Providence, RI, etc.], United States, ISBN 978-0-8218-8331-0, 206 с.
- 2010 Про деякі математичних методах, використовуваних при аналізі безпеки АЕС Пітербарг В. І., Сюлюкін А. В. місце видання Інститут Проблем безпечного розвитку атомної Енергетики Москва, ISBN Препринт № IBRAE-2010-03., 42 с.
- 2002 Discrete vs continuous time for large extremes of Gaussian processes Piterbarg V.I. місце видання Econometric Institute Rotterdam, ISBN ISSN 1566-7294, 19 с.
- 2000 On Convergence of the Uniform Norms for Gaussian Processes and Linear Approximation Problems. Research Report Series Hüsler J., Piterbarg V., Seleznjev O. місце видання Umea University Umea, Germany, ISBN ISSN 1401-730X 3, 42 с.
- 2000 On double extremes of Gaussian Stationary processes. EURANDOM Report Series 2000–027 Ladneva A., Piterbarg V. місце видання EURANDOM Eindhoven, Netherlands, ISBN ISSN 1389–2355, 18 с.
- 1998 Nonparametric Estimation of the Spactral Measure of an Extreme Value Distribution. 50 Einmahl John HJ, Laurens de_Haan, Piterbarg Vladimir I. місце видання Chalmers University of Thechnology and Goteborg University, S-41296 Goteborg, Sweden, ISBN ISSN 0347-2809, 19 с.
- 1998 On maximum of Gaussian non-centered fields indexed on smooth manifolds. v.449 Piterbarg V., Stamatovich S. місце видання Weierstrass-Institut fur Angewandte Analysis und Stochastik im Forshungsverbund Berlin eV Berlin, ISBN ISSN 0946-8633, 946 с.
- 1988 Асимптотичні методи в теорії гауссівських випадкових процесів і полів Пітербарг В. І. місце видання изд-во МГУ Москва, ISBN 5-211-00076-5, 176 с.
- 1986 Лекції з теорії гауссівських випадкових процесів Пітербарг В. І. місце видання изд-во МГУ Москва, 88 с.

### Доповіді на конференціях
- 2012 Modeling time series with heavy tails and strong dependence by Gaussian copulae sequences. Автори: Mazur A., Пітербарг В. І. International conference: «Probability Theory and its Applications» in Commemoriation of the Centennial of B. V. Gnedenko, Москва
- 2011 On the shape of excursions of Gaussian processes. Автори: Huesler J., Пітербарг В. І. 7th Conference on Extreme Value Analysis. Probabilistic and Statistical Models and their Applications. , Lyon, France
- 2010 Massive high excursions of Gaussian processes Автори: Huesler J., Пітербарг В. І. 28th European Meeting of Statisticians, Piaerus, Greece

### Тези доповідей
- 2012 Modeling time series with heavy tails and strong dependence by Gaussian copulae sequences. Mazur A., Piterbarg V. в збірнику Міжнародна конференція «Теорія ймовірностей і її застосування», присвячена 100-річчю з дня народження Б. В. Гнєденко (Москва, 26-30 червня 2012 року): Тези доповідей, серія без серії, місце видання ЛЕНАНД, Москва, тези, с. 171–172. редактор Лебедєв Олексій Вікторович
- 2011 On the shape of excursions of Gaussian processes. Hüsler Jürg, Piterbarg Vladimir в збірнику 7th Conference on Extreme Value Analysis. Probabilistic and Statistical Models and their Applications. June 27th-July 1st, місце видання Lyon, France, тези, с. 26-26
- 1986 Extremes of Gaussian fields. Piterbarg V.I. в збірнику I Всесвітній конгрес суспільства математичної статистики і теорії ймовірностей ім. Бернуллі. Тези доповідей, місце видання Ташкент, том 1, тези, с. 337–337
- 1985 Задача просочування для сильно корельованих гауссівських полів. Пітербарг В. І. в збірнику IV Міжнародна Вільнюська конференція з теорії ймовірностей і математичній статистиці, місце видання Вільнюс, том 1, тези, с. 37-38.
- 1981 Asymptotic expansions for the modulus maximum distributions of stationary Gaussian processes and empirical densities. Piterbarg V.I., Konakov V.D. в збірнику 12-th European Meeting of Statisticians, Varna, Abstr. of Communications, місце видання Varna, тези
- 1977 Рішення деяких конструкторських і технологічних завдань виробництва підшипників кочення з урахуванням випадкових похибок геометричної форми деталей. Пітербарг В. І., Черневський Л. В., Макаренкова Г. І. в збірнику Всесоюзна науково-технічна конференція «Застосування багатовимірного статистичного аналізу в економіці та оцінки якості продукції», місце видання КМС ВСНТО Тарту, том 2, тези, с. 262–264
- 1977 Точна асимптотика ймовірності великого розмаху гауссівської випадкової функції. Пітербарг В. І., Присяжнюк В. П. в збірнику II Міжнародна конференція з теорії ймовірностей та математичної статистики. Тези доповідей, місце видання Вільнюс, тези, с. 167–168.

## Участь у редколегії журналів
- 1 вересня 2008 — 31 серпня 2012 Stochastic Processes and their Applications, видавництво Elsevier BV (Netherlands)
- з 2 травня 2008 Extremes, видавництво Kluwer Academic Publishers (Netherlands)
- з 1 січня 1995 Фундаментальна та прикладна математика

## Керівництво дисертаціями
- 2009 Ймовірнісно-статистичний аналіз максимумів тимчасових рядів з псевдостаціонарним трендом. Наукові керівники: Пітербарг В. І., Айвазян С. Автор: Кудров А. В. Кандидатська дисертація за спеціальністю 08.00.13, Фізика і математика
- 2007 Асимптотичний аналіз ймовірностей високих викидів гауссівських процесів з випадковими параметрами. Науковий керівник: Пітербарг В. І. Автор: Румянцева О. В. Кандидатська дисертація за спеціальністю 01.01.05, Фізика і математика
- 2006 Граничні теореми для гауссівських випадкових процесів та їх застосування у фінансовій теорії. Науковий керівник: Пітербарг В. І. Автор: Іванов Р. В. Кандидатська дисертація за спеціальністю 01.01.05, Фізика і математика
- 2006 Деякі завдання асимптотичного аналізу ймовірностей високих викидів гауссівських процесів. Науковий керівник: Пітербарг В. І. Автор: Кобельков С. Г. Кандидатська дисертація за спеціальністю 01.01.05, Фізика і математика
- 2006 Асимптотика ймовірностей великих викидів гауссівських нестаціонарних процесів. Науковий керівник: Пітербарг В. І. Автор: Аншін А. Б. Кандидатська дисертація за спеціальністю 01.01.05, Фізика і математика
- 2004 Граничні теореми і великі ухилення для збільшень випадкових блукань. Науковий керівник: Пітербарг В. І. Автор: Козлов А. М. Кандидатська дисертація за спеціальністю 01.01.05, Фізика і математика
- 2004 Деякі статистичні задачі теорії часових рядів. Науковий керівник: Пітербарг В. І. Автор: Вільшанський К. А. Кандидатська дисертація за спеціальністю 01.01.05, Фізика і математика
- 2001 Математичне моделювання деяких методів перевірки статистичних гіпотез, заснованих на теорії великих ухилень. Науковий керівник: Пітербарг В. І. Автор: Романова Т. А. Кандидатська дисертація за спеціальністю 01.01.05, Фізика і математика
- 2001 Асимптотичний аналіз ймовірностей рідкісних подій при великих відхиленнях гауссівських стаціонарних процесів і полів. Науковий керівник: Пітербарг В. І. Автор: Ладнева О. М. Кандидатська дисертація за спеціальністю 01.01.05, Фізика і математика
- 1999 Прикладної статистичний аналіз точкових процесів і його застосування до задач сейсмічної міграції. Наукові керівники: Писаренко В. Ф., Пітербарг В. І. Автор: Заляпін І. В. Кандидатська дисертація за спеціальністю 04.00.22, Фізика і математика
- 1994 Граничні теореми для екстремальних і рекордних значень випадкових процесів з різними типами залежності. Науковий керівник: Пітербарг В. І. Автор: Матюшина С. М. Кандидатська дисертація за спеціальністю 01.01.05, Фізика і математика
- 1990 Великі ухилення траєкторій точкових і пов'язаних з ними випадкових процесів. Науковий керівник: Пітербарг В. І. Автор: Довгалюк В. В. Кандидатська дисертація за спеціальністю 01.01.05, Фізика і математика
- 1988 Граничні теореми для функціоналів від траєкторій випадкових процесів і полів. Науковий керівник: Пітербарг В. І. Автор: Єлізаров А. І. Кандидатська дисертація за спеціальністю 01.01.05, Фізика і математика
- 1986 Дослідження граничного поведінки траєкторій гауссівських випадкових процесів і полів над високим рівнем. Науковий керівник: Пітербарг В. І. Автор: Москальова М. С. Кандидатська дисертація за спеціальністю 01.01.05, Фізика і математика
- 1984 Точні асимптотики ймовірностей великих ухилень гауссівських випадкових процесів і полів. Науковий керівник: Пітербарг В. І. Автор: Фаталь В. Р. Кандидатська дисертація за спеціальністю 01.01.05, Фізика і математика
- 1983 Дослідження асимптотичної поведінки ймовірностей великих відхилень траєкторій гауссівських нестаціонарних процесів і полів. Науковий керівник: Пітербарг В. І. Автор: Присяжнюк В. П. Кандидатська дисертація за спеціальністю 01.01.05, Фізика і математика

## Керівництво дипломними роботами
- 2013 Асимптотична поведінка розподілів максимумів гауссівських неоднорідних випадкових полів. Науковий керівник: Пітербарг В. І. Автор: Панов Гліб Михайлович
- 2012 Властивості робастності оцінки Хілла екстремального індексу. Науковий керівник: Пітербарг В. І. Автор: Маслов Олександр
- 2012 Властивості робастності оцінки Пікандса екстремального індексу. Науковий керівник: Пітербарг В. І. Автор: Шевченко Михайло
- 2012 Граничні теореми для максимуму гауссівського копульного процесу з важкими хвостами і сильною залежністю. Науковий керівник: Пітербарг В. І. Автор: Мазур Ганна
- 2010 Пуассонівської гранична теорема для високих екстремумів часового ряду з сезонної складової і лінійним трендом. Науковий керівник: Пітербарг В. І. Автор: Родіонов Ігор
- 2010 Про формі високих викидів гауссівського стаціонарного процесу. Науковий керівник: Пітербарг В. І. Автор: Кремена Євгена
- 2010 Про швидкість збіжності в граничних теоремах для максимуму вибірки з розподілів вейбуллівського і логнормального типів. Науковий керівник: Пітербарг В. І. Автор: Роев Олексій
- 2010 Довірче оцінювання квантилі в умовах цензурування. Науковий керівник: Пітербарг В. І. Автор: Ягремцев Михайло
- 2010 Асимптотика ймовірності розорення в моделі з випадковим трендом при початковому капіталі, що прагне до нескінченності. Науковий керівник: Пітербарг В. І. Автор: Саранцев Андрій
- 2009 Гранична теорема для максимуму гауссівського копульного процесу з дискретним часом. Науковий керівник: Пітербарг В. І. Автор: Антоненко Олена
- 2009 Оцінювання залежності екстремумів в моделі гауссівської копули. Науковий керівник: Пітербарг В. І. Автор: Васильєва Надія
- 2009 Асимптотична нормальність оцінки ймовірності попадання в критичне безліч. Науковий керівник: Пітербарг В. І. Автор: Булекбаев Тимур
- 2009 Оцінка залежності екстремумів на основі кореляційної копули. Науковий керівник: Пітербарг В. І. Автор: Попова Марія

## Авторство навчальних курсів
- 2011 Гауссівські випадкові процеси. Автор: Пітербарг В. І.
- 2006 Статистика екстремумів і теорія ризику. Автор: Пітербарг В. І.

## Викладання навчальних курсів
- 5 вересня 2012 — 15 травня 2013 Гауссівські випадкові процеси. МДУ імені М. В. Ломоносова, Механіко-математичний факультет, Відділення математики, Кафедра теорії ймовірностей. Обов'язкова, за вибором (спецкурс), семінари, 62 годин
- 1 вересня 2011 — 23 травня 2012 Гауссівські випадкові процеси. МДУ імені М. В. Ломоносова, Механіко-математичний факультет, Відділення математики, Кафедра теорії ймовірностей. Обов'язкова, за вибором (спецкурс), лекції, 64 годин